# Ли, Вирджиния Ман-Йи
Вирджиния Ман-Йи Ли (кит. 李文渝 ; родилась в 1945 году) — американская исследовательница в области биохимии и нейробиологии китайского происхождения, специализирующаяся на исследовании болезни Альцгеймера. В настоящее время она является «третьим почётным профессором имени Джона Х. Уэра III» в области исследований болезни Альцгеймера на кафедре патологии и лабораторной медицины, а также директором Центра исследований нейродегенеративных заболеваний и содиректором Программы Мэриан С. Уэр по поиску лекарств от болезни Альцгеймера в Медицинской школе Перельмана Пенсильванского университета. Получила премию за прорыв в области медицины 2020 года. Входит в список исследователей, имеющих наибольший индекс Хирша по Scopus (204).

## Ранняя жизнь и образование
Вирджиния Ли родилась в 1945 году в Чунцине, Китайская Республика, и переехала в Гонконг со своей семьей в возрасте пяти лет. Училась в начальной школе, где преподавание велось на китайском языке. Проучившись год в средней школе с китайским языком обучения, перешла в среднюю школу с преподаванием на английском языке. Её мать, вместе с большинством родственников переехала в Соединенные Штаты, когда Вирджинии было около 11 лет, но она осталась в Гонконге с одним из своих братьев и бабушкой по отцовской линии.
Вирджиния училась игре на фортепиано (1962) по настоянию своей матери, которая в результате убедила её поступить в Королевскую академию музыки в Лондоне. Однако, интерес к науке привёл её к получению степени бакалавра наук по химии в Лондонском университете. Через два года обучения по классу фортепиано она решила полностью посвятить себя науке, получив степень бакалавра наук (1967), а затем степень магистра наук по биохимии (1968) в Имперском колледже Лондона (который в то время все ещё был в составе Лондонского университета).
После этого Ли переехала в Соединённые Штаты, поближе к своей матери, которая жила в Лос-Анджелесе, и продолжила обучение в докторантуре Калифорнийского университета в Сан-Франциско под руководством Чо Хао Ли. Она закончила докторантуру в 1973 году.

## Карьера
После получения докторской степени по философии в течение года работала научным сотрудником в Институте Рудольфа Магнуса при Утрехтском университете в Нидерландах.
В 1974 году по приглашению вернулась в Соединенные Штаты и стала научным сотрудником-постдоком в Бостонской детской больнице и Гарвардской медицинской школе.
В 1979 году Вирджиния пришла в сектор биотехнологий, став младшим старшим научным сотрудником в фармацевтической компании Smith, Kline & French, базирующейся в Филадельфии (сейчас в составе компании GlaxoSmithKline). Расстроенная ограничениями в промышленности, год спустя она вернулась в академическую сферу, присоединившись к кафедре патологии и лабораторной медицины Медицинской школы Пенсильванского университета (ныне Медицинская школа Перельмана). В 1982 году получила степень магистра делового администрирования в Уортонской школе бизнеса Пенсильванского университета в качестве «запасного плана» для работы в фармацевтической промышленности.
В 1989 году стала профессором, а в 1999 году — третьим профессором по исследованиям болезни Альцгеймера, удостоенным премии имени Джона Х. Уэра.
С 2002 года является директором Центра исследований нейродегенеративных заболеваний Медицинской школы Перельмана Пенсильванского университета.
С 2004 году руководитель Центра Мэриан С. Уэр по разработке лекарств для лечения болезни Альцгеймера в Пенсильванском университете.

## Исследования
Исследования Вирджинии Ли сосредоточены на патологии нейродегенеративных заболеваний (болезнь Альцгеймера, болезнь Паркинсона, лобно-височная долевая дегенерация, боковой амиотрофический склероз).
Болезнь Альцгеймера
Исследования Ли, проведенные совместно со своим покойным мужем Джоном Кью. Трояновски, бросили вызов общепринятому мнению о том, что болезнь Альцгеймера вызвана агрегацией амилоидных бляшек, и указали на тау-белок как на основную причину.
В 1988 году пара впервые сообщила, что тау-белок является центральным компонентом белковых агрегатов, связанных с болезнью Альцгеймера (парные спиральные филаменты). Они также определили, что аномальное фосфорилирование белка тау отвечает за образование нейрофибриллярных клубков, которые представляют собой агрегаты белка тау, и обнаружили, что у здоровых мышей проявляются симптомы болезни Альцгеймера при инъекции патологического белка тау. В более позднем исследовании они связали два основных типа белковых агрегатов: амилоидные бляшки и агрегаты тау-белка, причём первый тип способствует агрегации тау у мышей.
Болезнь Паркинсона
Супруги сообщили, что белок альфа-синуклеин, является основным компонентом телец Леви, которые представляют собой белковые агрегаты, обнаруженные в нейронах пациентов с болезнью Паркинсона. Они также обнаружили, что тип белка- шаперона может снижать гибель нейронов, вызванную накоплением альфа-синуклеина и что подобно тау-белку и болезни Альцгеймера здоровые нейроны могут поглощать внеклеточный альфа-синуклеин и становиться неполноценными в своих функциях.

Мультисистемная атрофия
В 2004 году они связали альфа-синуклеин в мозге с мультисистемной атрофией. Два года спустя они впервые показали, что белок TDP43 был аномально модифицирован фосфорилированием и убиквитинированием при FTLD и ALS.

## Личная жизнь
Вирджиния Ли познакомилась со своим будущим мужем Джоном Кью. Трояновски в Бостоне в 1976 году. В то время она была научным сотрудником в Бостонской детской больнице, а он был резидентом по патологии в Гарвардском университете. Они поженились в 1979 году. Вместе они проводили исследования болезни Альцгеймера в Университете Пенсильвании, где в 1991 году стали соучредителями Центра исследований нейродегенеративных заболеваний (CNDR). Они совместно руководили CNDR до 2002 года, когда Ли стала директором, а Трояновски — содиректором. Трояновски скончался от падения и сопутствующих травм спинного мозга в феврале 2022 года.

## Почести и награды
- Премия Потамкина, Американская академия неврологии (1998)[24]
- Член Национальной медицинской академии (2005)[25]
- Премии за достижения в области исследований болезни Альцгеймера на Международной конференции Ассоциации Альцгеймера (2009)[26]
- Медаль Джона Скотта (2012)[27]
- Премия Фонда Роберта Дж. и Клэр Пасароу за медицинские исследования в области психиатрии (2012)[28]
- Член Американской академии искусств и наук (2013)[29]
- Международная премия имени Дж. Эллина Тейлора в области медицины, Университет Западного Онтарио (2014)[30]
- Премия Роберта А. Притцкера, Фонд Майкла Дж. Фокса (2018)[31]
- Премия за прорыв в области естественных наук (2020)
- Лауреат премии Clarivate Citation (2022)[32]